# شرواکان
شرواکان (به ارمنی: Շրվական) یک منطقهٔ مسکونی در جمهوری آرتساخ است که در استان کاشاتاق واقع شده‌است. شرواکان ۱٬۶۴۶ متر بالاتر از سطح دریا واقع شده‌است.